# Marie Ault
Marie Ault (nasceu Mary Cragg; 1870 – 1951) foi uma atriz britânica da era do cinema mudo.

## Filmografia selecionada
- Class and No Class (1921)
- Woman to Woman (1923)
- Paddy the Next Best Thing (1923)
- The Starlit Garden (1923)
- The Rat (1925)
- Mademoiselle from Armentieres (1926)
- The Triumph of the Rat (1926)
- Madame Pompadour (1927)
- Hindle Wakes (1927)
- Dawn (1928)
- Virginia's Husband (1928)
- Troublesome Wives (1928)
- Life (1928)
- Victory (1928)
- Little Miss London (1929)
- The Return of the Rat (1929)
- The Alley Cat (1929)
- Kitty (1929)
- Third Time Lucky (1931)
- Money for Speed (1933)
- Major Barbara (1941)
- The Missing Million (1942)
- Blithe Spirit (1945)
- They Knew Mr. Knight (1946)
- The Three Weird Sisters (1948)
- No Room at the Inn (1948)
- Madness of the Heart (1949)